# Monumento da Cuia e da Chaleira
O Monumento da Cuia e da Chaleira é um bem tombado localizado no município de Canarana, no Mato Grosso. O monumento é situado na entrada da cidade.
À época da criação do monumento, o então gerente da Cooperativa de Colonização 31 de Março Ltda – Coopercol, o catarinense Guido Afonso Rauber, foi quem elaborou o projeto do monumento. Naqueles tempos, faltavam pedreiros na região, assim sendo Rauber construiu com ajuda de alguns auxiliares.
No monumento há a inscrição “Em Homenagem a Você” que é destinada a todos que o visitarem.
Para escolher a forma de chaleira, o criador inspirou-se numa chaleira da casa e seu pai. Pois, de acordo com seu pai, aquela chaleira tinha mais de 100 anos. A cuia e a bomba também foram inspiradas objetos e peças presentes em sua infância na casa dos pais.
A obra foi inaugurada em 25 de julho de 1979, que também é o dia do Colono e do Motorista, bastante festejado na região sul do país. A data é originária da chegada dos primeiros imigrantes alemães e italianos no Brasil, que ocorreu no dia 25 de julho de 1875.
O monumento foi tombado em 2009 através da portaria 036/2009.